# Église Saint-Pierre de Dieulivol
Pour les articles homonymes, voir Église Saint-Pierre.
L'église Saint-Pierre est une église catholique située dans la commune de Dieulivol, dans le département de la Gironde, en France.

## Localisation
L'église se trouve dans la partie sud du bourg, à l'extrémité d'une petite rue qui longe la mairie depuis la place principale.

## Historique
Construit au XIIIe siècle, l'édifice a été inscrit au titre des monuments historiques par arrêté du 24 décembre 1925.

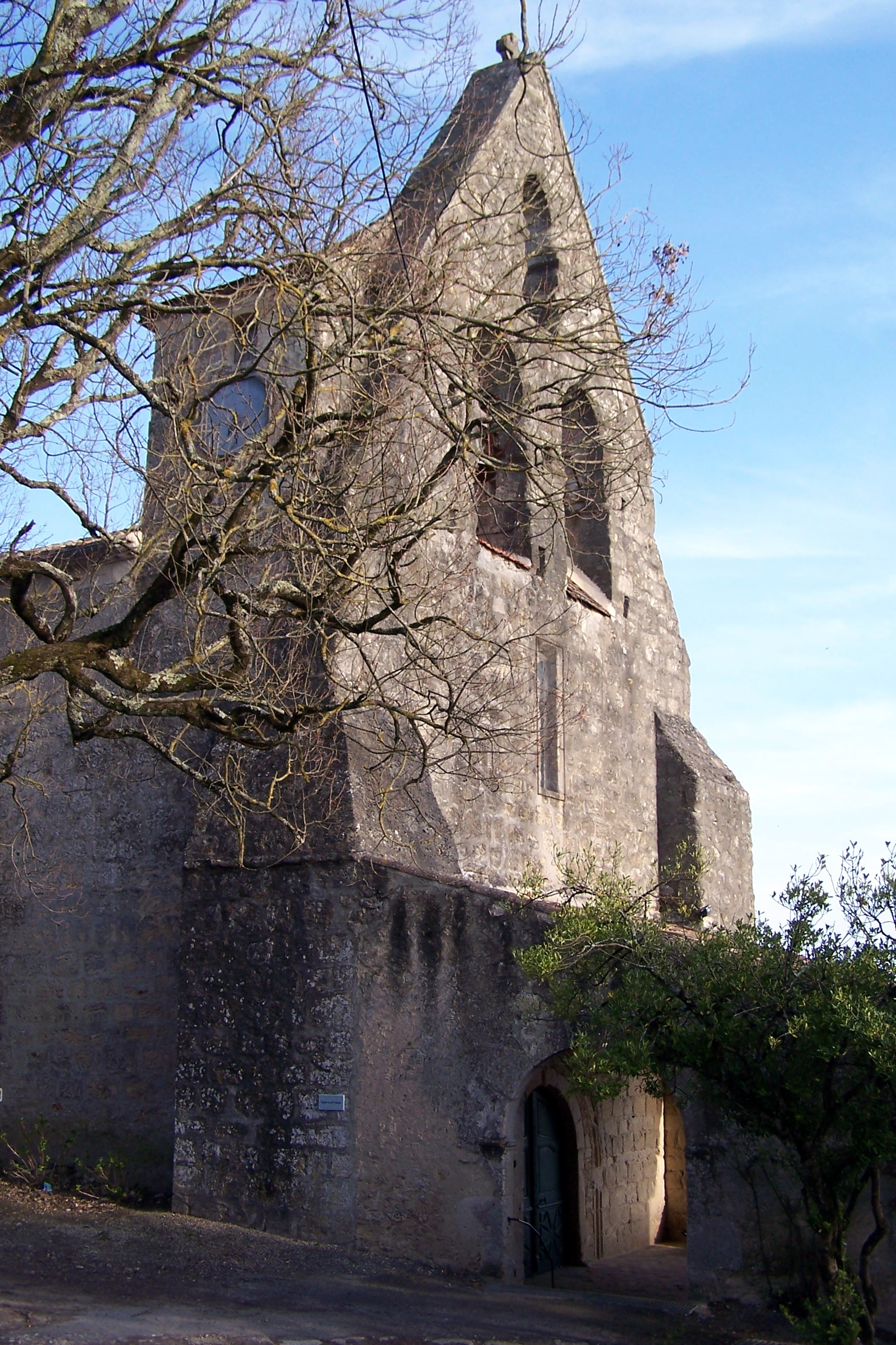
Le clocher-mur et le porche (mars 2012)
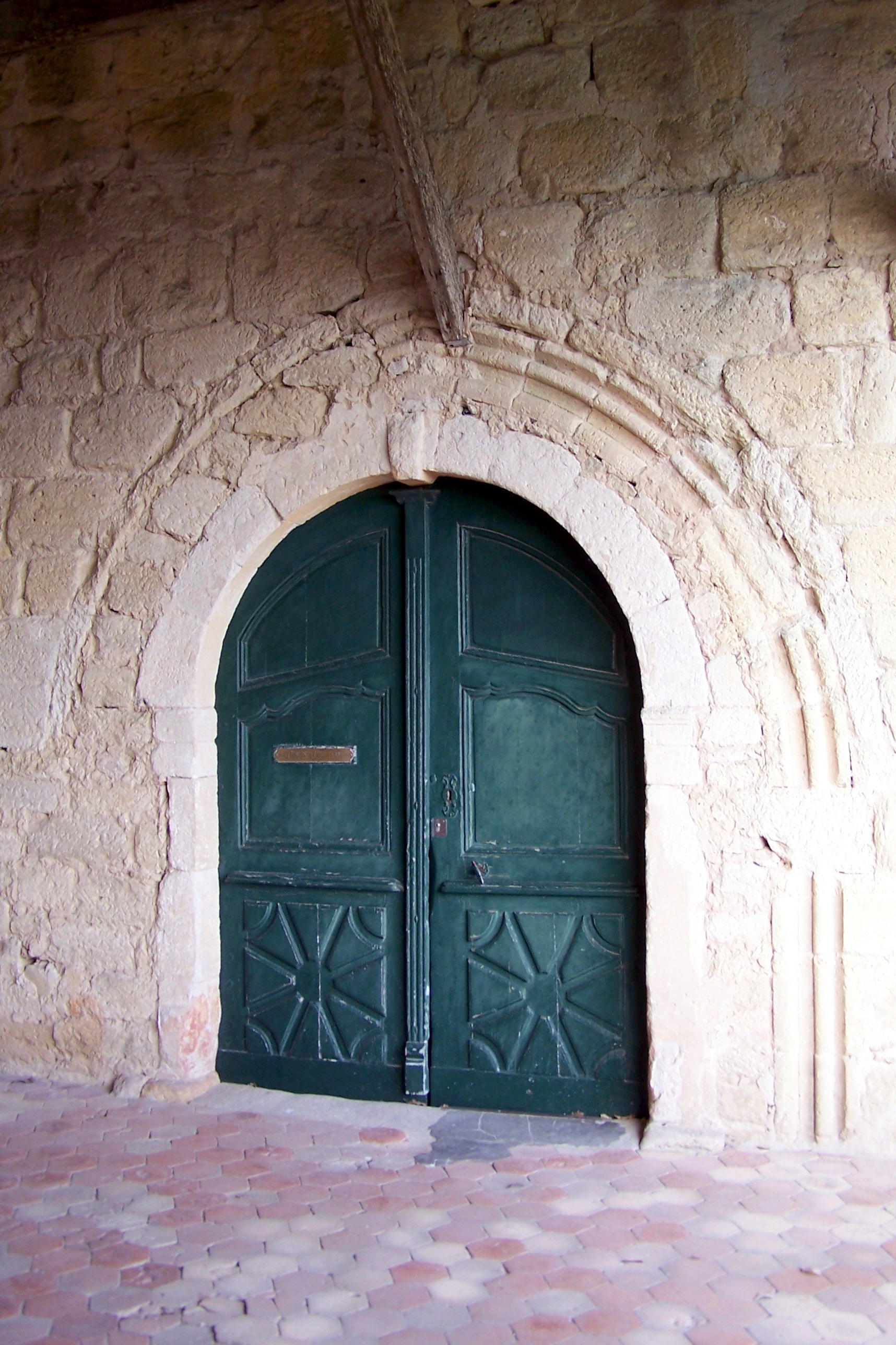
Le portail, face à l'ouest (mars 2012)